# 尾澤昌悟
尾澤 昌悟（おざわ しょうご）は、日本の歯学者（歯科補綴学・顎顔面補綴学・再生医療学・口腔インプラント学）、歯科医師。学位は博士（歯学）（東京医科歯科大学・1995年）。愛知学院大学歯学部教授。姓の「澤」は「沢」の旧字体のため、新字体で尾沢 昌悟（おざわ しょうご）とも表記される。
東京医科歯科大学歯学部附属病院医員、カリフォルニア大学ロサンゼルス校研究員、東京医科歯科大学歯学部助手、愛知学院大学歯学部助教授、同准教授などを歴任。

## 来歴

### 生い立ち
1991年（平成3年）4月、国立大学・東京医科歯科大学の大学院入学、医歯学総合研究科にて顎顔面補綴学を学ぶ。在学中に博士論文「Evaluation of implant materials (hydroxyapatite, glass-ceramics, titanium) in rat bone marrow stromal cell culture」を執筆、1995年（平成7年）3月、東京医科歯科大学大学院博士課程修了、同年3月31日博士（歯学）の学位を取得。

### 歯学者として
歯科医師国家試験合格、大学院修了後、1995年（平成7年）から1996年（平成8年）まで東京医科歯科大学歯学部附属病院医員、1996年（平成8年）から2000年（平成12年）まで、カリフォルニア大学のロサンゼルス校研究員となり。その後帰国、再び東京医科歯科大学にて、2000年（平成12年）から2003年（平成15年）まで歯学部助手を務めた。2003年（平成15年）4月、愛知学院大学歯学部講師に就任、有床義歯学講座に携わった。2006年（平成18年）年4月より同歯学部助教授に就任、引き続き有床義歯学講座を受け持つ。2007年（平成19年）3月まで同助教授、同年4月より職位が准教授となり。引き続き有床義歯学講座を受け持つ。2016年（平成28年）1月、歯学部教授に就任、歯学部では、特殊診療科を担当するとともに、武部純らとともに有床義歯学講座を受け持つ。

## 研究
専門は歯学、歯科補綴学、顎顔面補綴学、再生医療学、口腔インプラント学等の分野の研究に従事。日本顎顔面補綴学会、日本口腔インプラント学会、日本口唇口蓋裂学会、日本磁気歯科学会、日本全身咬合学会、日本頭頸部癌学会、日本補綴歯科学会、日本咀嚼学会、などに所属。

## 略歴
- 1995年 - 東京医科歯科大学大学院医歯学総合研究科博士課程修了[1]。
- 1995年 - 東京医科歯科大学歯学部附属病院医員[4]。
- 1996年 - カリフォルニア大学ロサンゼルス校研究員[4]。
- 2000年 - 東京医科歯科大学歯学部助手[4]。
- 2003年 - 愛知学院大学歯学部講師[1]。
- 2006年 - 愛知学院大学歯学部助教授[1]。
- 2007年 - 愛知学院大学歯学部准教授[1]。
- 2016年 - 愛知学院大学歯学部教授[1]。

## 著作

### 寄稿、分担執筆、等
- 田中貴信ほか編『カラーアトラスハンドブック――有床義歯臨床ヒント集』クインテッセンス出版、2004年。ISBN 4874178154
- 野口俊英編『知っておきたい知識・術式――臨床医必携の実践的臨床術式マニュアル』インプラント治療編、第一歯科出版、2008年。ISBN 9784924858497
- 細井紀雄ほか編『無歯顎補綴治療学』2版、医歯薬出版、2009年。ISBN 9784263456255
- 藍稔・五十嵐順正編集・執筆『スタンダード部分床義歯補綴学』2版、学建書院、2010年。ISBN 9784762416569
- 村田比呂司・馬場一美編『Denture repair――なぜ壊れ、どう直すのか――部分床義歯・全部床義歯・インプラントオーバーデンチャー』医歯薬出版、2015年。
- 藍稔・五十嵐順正編集・執筆『スタンダードパーシャルデンチャー補綴学』3版、学建書院、2016年。ISBN 9784762426568